# Брунн (Верхній Пфальц)
Брунн (нім. Brunn) — громада в Німеччині, розташована в землі Баварія. Підпорядковується адміністративному округу Верхній Пфальц. Входить до складу району Регенсбург. Складова частина об'єднання громад Лаабер.
Площа — 12,94 км2. Населення становить 1441 ос. (станом на 31 грудня 2020).